# Kerk van Marum
De kerk van Marum is een van de oudste bakstenen kerken in de provincie Groningen. Het oudste deel van de kerk, het koor, dateert uit de tweede helft van de twaalfde eeuw. Van de oorspronkelijk romaanse kerk is weinig bewaard gebleven.

## Beschrijving

### Exterieur
De kerk is globaal in drie delen in te delen. Het oudste deel is het vijfzijdig gesloten koor uit de twaalfde eeuw. In de zuidmuur van het koor is nog steeds de oorspronkelijke priesteringang te zien. Weliswaar dichtgemetseld, is deze voorzien van een latei van rood zandsteen om de boog van dit portaal te dragen. Van de originele romaanse ramen is in de noordmuur nog één in dichtgemetselde toestand terug te vinden. In de koorsluiting zijn in de zestiende eeuw vensters aangebracht die nadien ook zijn dichtgemetseld.
Het schip dateert uit het eerste kwart van de dertiende eeuw. In de tweede helft van de achttiende eeuw zijn aan weerszijden van kerk forse steunberen aangebracht om verder verzakken van de muren te voorkomen. Zowel aan de noordkant als de zuidkant zaten noormannendeuren. De deur aan de noordkant, welke bestemd was voor de vrouwen (namelijk aan de koude kant van de kerk) is echter dichtgemetseld en gaat half schuil achter een van de steunberen. De noormannendeur aan de zuidkant, welke bestemd was voor de mannen, geldt heden ten dage als de ingang van de kerk. De grote rondboogvensters in het schip en het koor zijn ingebroken bij een grote renovatie in 1770. Waarschijnlijk is toen ook de gehele noordgevel opnieuw beklampt.
De toren is een westtoren en dateert net als het schip uit het eerste kwart van de dertiende eeuw. De romp van de toren bestaat uit twee geledingen en kent vrijwel geen versiering. Halverwege de zestiende eeuw werd de toren verhoogd met een klokkenzolder en werd het schip van de huidige kap voorzien. In de westgevel zit nog een dichtgemetselde portaal. Op dertien meter hoogte is elke gevel voorzien van een galmgat met galmborden. Elk galmgat heeft een ronde boog, hierbij is het oostelijke galmgat groter dan het westelijke. Doordat het kerkterrein vroeger omgracht was, staat de toren dicht bij een sloot en is deze enigszins scheefgezakt. Hierdoor helt de toren 20 centimeter over. Ook het feit dat de toren op het westen staat en er bij slagregens kalk en cement wegspoelt, zorgt ervoor dat de voegen dunner worden en het scheefzakken bespoedigd wordt.  
Aanvankelijk had de toren een gemetselde spits. De huidige ingesnoerde torenspits is in 1923 geplaatst. Doordat deze spits weer loodrecht geplaatst is, heeft de toren een knik.

### Interieur
Het feit dat het koor vijfzijdig gesloten is, kan ook aan de binnenkant gezien worden. De overgang van schip naar koor is zowel aan de binnenkant als de buitenkant goed te zien door het verspringen van het muurwerk. De apsis was oorspronkelijk tot halverwege muurhoogte opgemetseld. Zo ontstond een basis waar het inmiddels verdwenen halfronde koepelgewelf op rustte, zoals nog te zien is in de kerk van Doezum. De sluitingsmuren van het apsis lopen nog enigszins taps toe naar boven om de druk op te vangen van het koepelgewelf.
De preekstoel dateert uit 1826. De hoeken van de zeshoekige kuip worden geaccentueerd door rechthoekige halfzuiltjes met bladkapitelen.
De kerkbanken zijn reeds verwijderd en vervangen door stoelen. Nog wel prominent aanwezig is de herenbank tegen de noordmuur. Deze stamt uit ongeveer 1700 en wordt bekroond door een gesneden opzetstuk dat het wapen toont Carel Ferdinand von Inn- und Knipphausen. Hij was van 1714 tot 1717 Heer van Nienoord en Vredewold. Achter deze herenbank gaat nog een ingehakte nis schuil, alwaar het Heilig Sacrament bewaard werd.

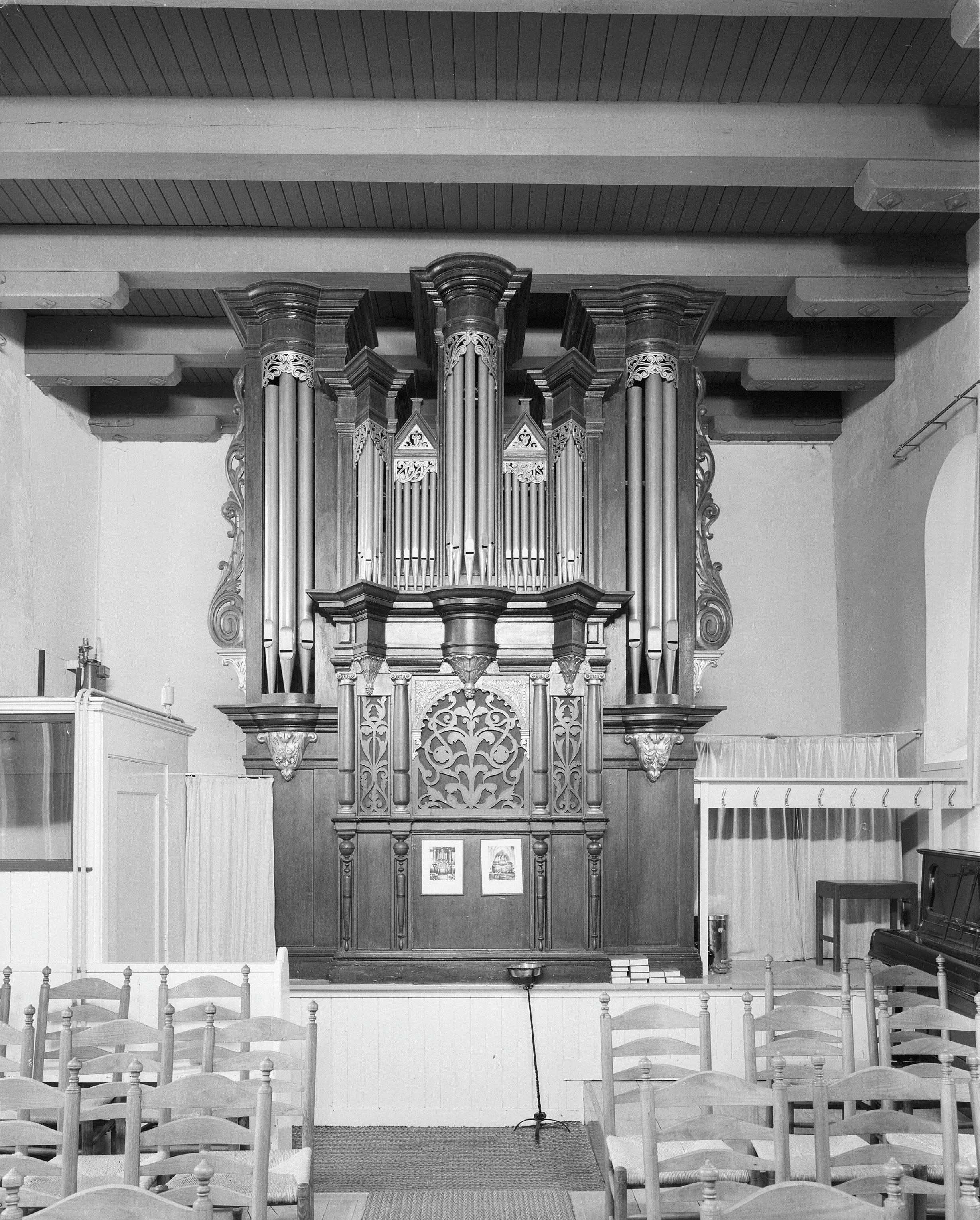
Het Reimschmitt-orgel in de kerk van Marum

#### Orgel
De kas van het kerkorgel dateert uit 1658. Het orgel zelf werd oorspronkelijk gebouwd door Johann Reimschmitt uit Breda voor de hervormde kerk van Ginneken. In 1890 bouwde J. van Gelder uit Leiden een nieuw orgel in een deel van de oude kas. 
Het orgel werd aangekocht door de hervormde gemeente van Marum in 1939. Het orgel is vervolgens naar Marum verplaatst door de firma Valckx & Van Kouteren. Het orgel beschikt over een aangehangen pedaal (C-c') en heeft de volgende dispositie:
| Manuaal (C-f’’’)           |       |
| -------------------------- | ----- |
| Bourdon                    | 16    |
| Prestant                   | 8     |
| Holpijp                    | 8     |
| Salicionaal                | 8     |
| Unda Maris                 | 8     |
| Octaaf                     | 4     |
| Gedekte Fluit              | 4     |
| Vlakfluit                  | 2     |
| Quint                      | 1 1/2 |
| Cornet III sterk (discant) |       |

## Trivia
- Naast de kerk (aan de westkant) stond volgens een pentekening uit 1672 in vroeger tijden een café/herberg. Deze uitspanning is gesloopt en hier bevindt zich nu een uitbreiding van het kerkhof.
- Voor de kerk heeft volgens dezelfde pentekening uit 1672 een poortje gestaan, maar ook hier is niets van terug te vinden. Dit poortje kan een duivenslagpoort zijn geweest.
- Op nog geen honderd meter van de kerk bevindt zich de zogenaamde bult van Marum. Deze door mensen opgeworpen heuvel is een zg. Stinswier (Gr. Steenklip), een verdedigingstoren op een heuvel (motte), welke in de middeleeuwen een ensemble vormde met de kerk en een middeleeuwse boerderij (type Gasselte B).
- Het lijkhuisje dat tegen de toren aan is gebouwd, vormt het startpunt voor het Witte Nonnenpad. Dit pad voert de wandelaar over De Haar, de Postdijk, Trimunt, Jilt Dijksheide en een deel van het oude traject van de Drachtster Tram.
- Vanaf de Noorderringweg vertrekt ook het Kerkpad richting de Kruisweg. Dit was vroeger het pad voor de mensen van de Kruisweg die naar Marum-West te kerke gingen.